# Mette Halvorsen
Mette Halvorsen (* 19. Januar 1965 in Lillehammer) ist eine norwegische Curlerin. 
Ihr internationales Debüt hatte Halvorsen bei der Junioreneuropameisterschaft 1983 in Helsingborg, sie blieb aber ohne Medaille. 1984 gewann sie bei der JEM in Edinburgh mit Silbermedaille ihr erstes Edelmetall. 
Halvorsen spielte als Lead der norwegischen Mannschaft bei den XV. Olympischen Winterspielen 1988 in Calgary und als Second bei den XVI. Olympischen Winterspielen 1992 in Albertville im Curling. 1988 gewann die Mannschaft von Skip Trine Trulsen in olympische Bronzemedaille. Vier Jahre später gewann die Mannschaft von Dordi Nordby die olympische Silbermedaille nach einer 3:9-Niederlage im Finale gegen Deutschland um Skip Andrea Schöpp. Da Curling damals noch eine Demonstrationssportart war, besitzen die Medaillen keinen offiziellen Status.

## Erfolge
- Weltmeisterin 1990, 1991
- Europameisterin 1990
- 2. Platz Olympische Winterspiele 1992 (Demonstrationswettbewerb)
- 2. Platz Weltmeisterschaft 1989
- 2. Platz Junioreneuropameisterschaft 1984
- 3. Platz Olympische Winterspiele 1988 (Demonstrationswettbewerb)
- 3. Platz Europameisterschaft 1985, 1987